# Los ángeles toman Manhattan
Los ángeles toman Manhattan (The Angels Take Manhattan) es el quinto episodio de la séptima temporada moderna de Doctor Who, emitido originalmente el 29 de septiembre de 2012. Concluyó la primera parte de la séptima temporada, que descansó unos meses hasta el especial de Navidad de 2012, y supuso la última aparición regular de Karen Gillan y Arthur Darvill como Amy Pond y Rory Williams.

## Argumento
La secuencia pre-créditos tiene lugar en Manhattan en los años 30, donde el detective privado Sam Garner (Roberto Davide) es contratado por el Sr. Grayle (Michael McShane) para investigar unas estatuas que se mueven en los apartamentos Winter Quay. Garner encuentra una versión anciana de sí mismo (Burnell Tucker) en un apartamento, muriendo y es perseguido por un Ángel lloroso hasta la azotea, en donde se enfrenta a una amenazante Estatua de la Libertad. En 2012, el Doctor (Matt Smith), Amy (Karen Gillian) y Rory (Arthur Darvill) disfrutan de un pícnic en Central Park. El Doctor le lee una novela pulp a Amy sobre una detective llamada Melody Malone cuando Rory les deja para comprar café. El Doctor continua leyendo y arranca la última página del libro porque odia los finales. Mientras lee, el Doctor descubre que Rory aparece en la novela. Mientras tanto, Rory ha sido enviado atrás en el tiempo a la década de 1930 por un Ángel lloroso querubín. Cuando llega, se encuentra con River Song (Alex Kingston) y ambos son secuestrados inmediatamente por los secuaces del Sr. Grayle. River revela que es Melody Malone, y le pregunta a Rory cómo ha llegado hasta allí. Rory es no está seguro y River le dice que no podría haber llegado en la TARDIS porque Nueva York está siendo sometida a distorsiones de tiempo inusuales que impedirían a la TARDIS aterrizar. Amy comienza a hojear páginas avanzadas del libro de Melody Malone pero el Doctor la detiene, alertándola de que cualquier cosa que lea en el libro, está destinada a ocurrir y no puede ser cambiada. El Doctor y Amy tratan de volver atrás en el tiempo para rescatar a Rory pero la TARDIS choca con la distorsión y les envía de vuelta a un cementerio en 2012.
El Sr. Grayle encierra a Rory en su sótano oscuro con ángeles querubines y sólo una caja de cerillas como protección. River es llevada a su oficina, donde se ve que Grayle mantiene un Ángel lloroso debilitado encadenado. Usando su manipulador de vórtice, River se coordina con el Doctor para establecer un radiofaro direccional que permite a la TARDIS tomar tierra. Grayle permite al Ángel lloroso atrapar la muñeca de River para que pueda ser interrogada. Deduciendo que River escribió el libro de Malone Melody, Amy identifica la ubicación de Rory con los títulos de los capítulos y el Doctor le envía para rescatarlo. El Doctor y River descubren que la única forma de que ella se libere del ángel es rompiénsose la muñeca, algo que Amy leyó anteriormente en el libro y está destinado a ocurrir. El Doctor lee el índice del libro y se enfurece al leer un capítulo titulado "El último adiós de Amelia". El Doctor busca a Amy y descubren que se han gastado las cerillas y Rory ha desaparecido. Dándose cuenta de que un ángel se llevó a Rory, el Doctor y River usan su escáner para determinar su ubicación.
En Winter Quay, Rory aparece delante en un apartamento marcado con su nombre cuando el Doctor, Amy y River llegan. Dentro, un anciano Rory permanece en una cama y llama a Amy antes de morir. El Doctor sugiere que el edificio ha sido utilizado por los Ángeles muchas veces como una granja, dejando a sus víctimas a vivir sus vidas en soledad mientras se alimentan de su energía. Rory y Amy se niegan a aceptar su destino, insistiendo en que pueden huir de los Ángeles para siempre. El Doctor y River están de acuerdo, ayudan a distraer a los Ángeles y Amy y Rory llegan a la azotea, donde se encuentran con un ángel en forma de la Estatua de la Libertad. Rory sugiere otra opción: él salta desde el techo y muere, creando una paradoja que envenena el suministro de alimentos de los Ángeles y les destruiría. En lugar de empujarlo como él pide, Amy se une a él y los dos saltan justo cuando el Doctor y River llegan al techo. La paradoja envuelve el edificio y todos ellos desaparecen.
Los cuatro se encuentran de nuevo en el cementerio, en 2012. Cuando están a punto de salir, Rory descubre una lápida con su nombre en él. Se detiene a examinarlo y es tocado por un ángel que logró sobrevivir, quien lo hace desaparecer mandándolo cincuenta años antes de que él naciera. Una Amy angustiada se convence a sí misma que si es tocada por el mismo Ángel, sería enviada a la misma época a la que envió a Rory. El Doctor trata desesperadamente de convencerla, advirtiéndola que iba a suponer la creación de un punto fijo en el tiempo y que nunca sería capaz de volver a verlos. River anima a su madre a volver con Rory y Amy se despide y permite que el Ángel la toque. La lápida cambia para reflejar la presencia de Amy en el pasado con Rory, mostrando que ambos habían muerto a una edad avanzada. Volviendo a la TARDIS, el Doctor le pide a River que viaje con él. Ella está de acuerdo en viajar con él, pero no todo el tiempo. River y el Doctor discuten sobre el libro de Malone Melody, y River admite que Amy podría ser la persona que lo publique. River le dice al Doctor que pedirá a Amy que escriba un epílogo en la última página. El Doctor vuelve de nuevo a su lugar de pícnic y recupera la página que arrancó antes. En ella, Amy le dice que ella y Rory le quieren y le asegura que vivieron una vida buena y feliz juntos. También sugiere que le haga una visita a su yo más joven para asegurarle que vendrá a por ella para acompañarla en viajes increíbles. El episodio termina con una joven Amelia Pond sentada en su jardín trasero, y luego mirando hacia arriba sonriendo mientras se oyen los motores de TARDIS.

### Continuidad
El circuito de traducción de la TARDIS se activa y traduce una inscripción hecha en un jarrón chino cuando esta llega a casa del Sr. Grayle (The Masque of Mandragora, El fin del mundo). El Doctor explica que si se lee el futuro en un libro, se vuelve un punto fijo en el tiempo y por lo tanto imposible de cambiar. Los puntos fijos en el tiempo se han explorado anteriormente en historias como The Aztecs, El día del padre, Los fuegos de Pompeya o Las aguas de Marte entre otras.
El Doctor utiliza parte de su energía regenerativa para curar la mano de River Song. Lo hizo anteriormente, cuando recargó la fuente de alimentación de la TARDIS después de viajar a un mundo paralelo (La ascensión de los Cybermen). River resucitó al Doctor utilizando toda su energía regenerativa restante en Matemos a Hitler. También estuvo a punto de hacerlo el Quinto Doctor en el serial clásico Mawdryn Undead (1983), aunque en aquella ocasión se salvó en el último momento y no perdió sus regeneraciones. River menciona que fue metida en prisión por matar a un hombre que nunca existió (El astronauta imposible, La boda de River Song).
Amy Pond llama al Doctor "hombre desharrapado" (En el último momento, El Big Bang, La chica que esperó). En el epílogo que Amy escribió hace referencia a salvar a una ballena estelar (La bestia de abajo), luchar contra piratas (La maldición del punto negro), inspirar a un gran artista (Vincent y el Doctor) y enamorarse de un hombre que esperó dos mil años por ella (El Big Bang). Luego le pide al Doctor que vuelva a encontrarse con la joven Amelia Pond la mañana después a que la dejara esperando en el jardín para hablarle de las aventuras que tendrán juntos (En el último momento).

## Producción

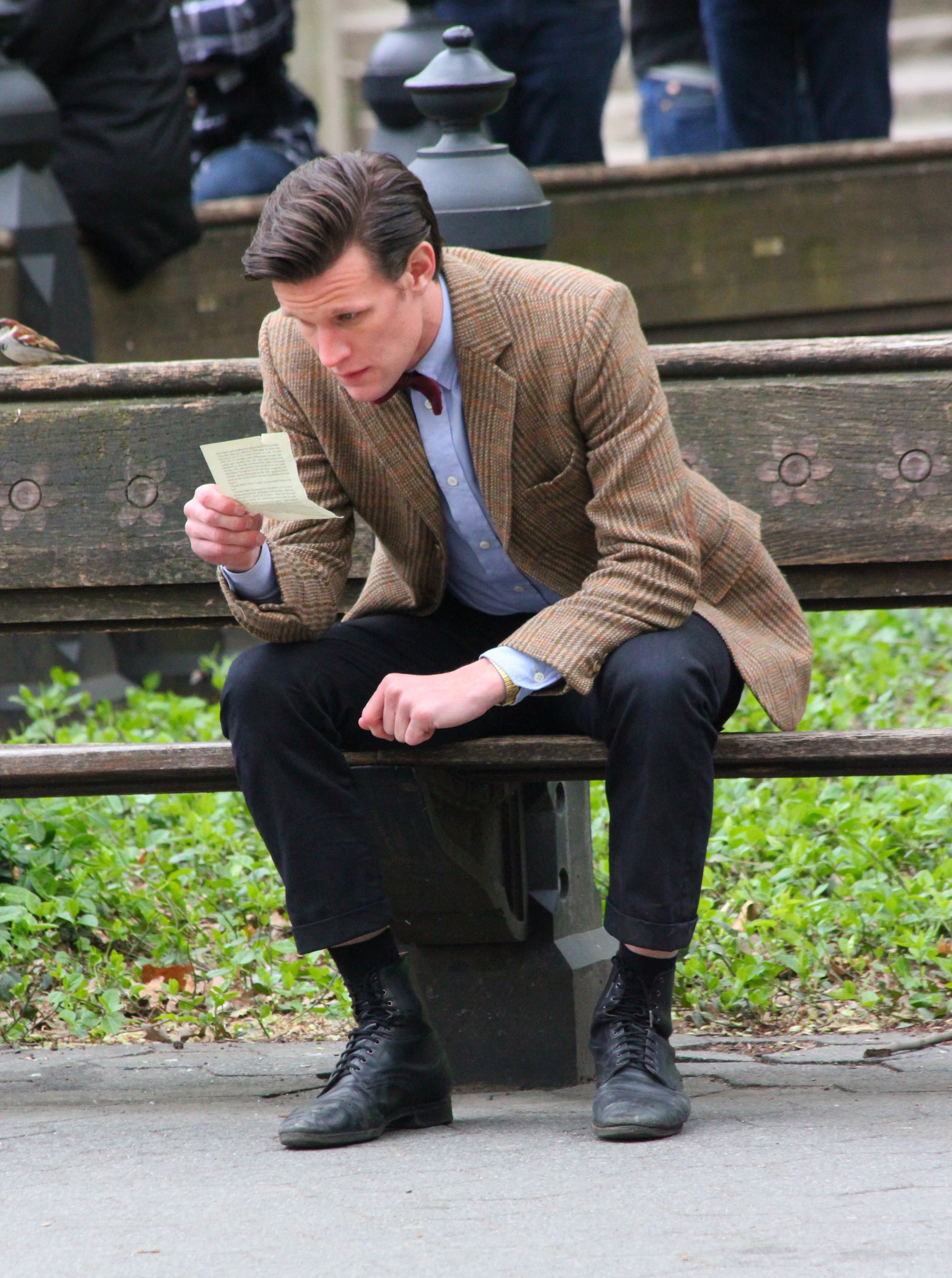
Matt Smith durante la filmación del episodio en Central Park, Nueva York, durante la escena final en la que el Doctor lee el epílogo de Amy Pond.

En diciembre de 2011, el show runner de Doctor Who Steven Moffat anunció que los acompañantes del Doctor, Amy y Rory, abandonarían la serie en la séptima temporada en circunstancias "angustiosas". la salida de Amy fue una decisión mutua entre Moffat y Gillan. Gillan dijo que quería irse "en lo más alto, cuando el personaje se encuentre en su mejor momento" y con "todo lo que ella quiere". Ella quería que su personaje tuviese un final cerrado y descartó regresar a la serie en el futuro, pues sintió que le quitaría impacto a su escena final. Moffat dijo que se sentía "una enorme presión" por escribir el final de Amy y Rory. Más tarde reveló que "cambió por completo" el final mientras lo escribía, porque sentía que el énfasis era equivocado. Durante reescrituras Moffat tenía dudas al decidir si Amy y Rory debían vivir o morir. Finalmente decidió que la muerte complementaría la historia que implica la caracterización "vieja, sentimental" y "peligrosa" del Doctor. Durante un tiempo consideró hacer la historia involucrando a los Daleks, pero sintió que los Ángeles llorosos se "ajustaban mejor". Moffat también estaba interesado en dar con una nueva forma para los Ángeles, así que introdujo los querubines. También dijo que, desde que los ángeles debutaron en Parpadeo, la gente le había sugerido que la Estatua de la Libertad podría ser uno de ellos.
Gillan se negó a leer el guion durante un par de semanas después de recibirlo porque "no quería hacerlo realidad". Dijo en una entrevista que "literalmente, no podía leerlo sin llorar. Es la lectura más altamente cargada de emoción que he experimentado. Pero no podría haber pedido una mejor salida. No creo que va a ser lo que la gente espera". Una escena escrita por Chris Chibnall que muestra cómo Brian (Mark Williams), el padre de Rory descubre el destino de Amy y Rory no entró en producción. Sin embargo, el 12 de octubre de 2012, la BBC publicó un guion gráfico animado titulado P.S., que representan la escena con la narración de Darvill. Tiene lugar una semana después de El poder de tres en la línea de tiempo de Brian, cuando un hombre llamado Anthony le entrega una carta de Rory, diciéndole que nunca van a volver y que Anthony es su hijo, adoptado en 1946. La escena fue escrita para ser un extra del DVD y no fue rodada por problemas de tiempo.
La lectura del guion del episodio se llevó a cabo en Upper Boat Studios el 23 de marzo de 2012, junto al del episodio El manicomio de los Daleks. En realidad, el último episodio que Gillan y Darvill rodaron como Amy y Rory fue el episodio anterior, El poder de tres. Aun así, Gillan y Smith tuvieron un rodaje muy emotivo en la escena final del cementerio. La escena de Amy y Rory en la azotea se rodó en un aparcamiento de Cardiff, Gales, con una pantalla verde en la que se añadió posteriormente el paisaje de Nueva York. Para crear el efecto de la caída desde el edificio, Gillan y Darvill fueron suspendidos cabeza abajo por medio de cables. Gran parte del episodio fue grabado en Central Park en Nueva York, en abril de 2012. El rodaje contó con la presencia de miles de fanes americanos, que sorprendieron al reparto y equipo. Otras escenas se rodaron de noche en la ciudad, así como por el East River frente al Puente de Brooklyn y en el complejo de apartamentos Tudor City. Moffat estaba en la ciudad de Nueva York cuando se le ocurrió la historia, y pensó que era apropiado para los Ángeles llorosos. Describió la ciudad como "un contexto diferente" para rodar Doctor Who y usar su arquitectura. La productora ejecutiva Caroline Skinner consideraba que el lugar "tiene la magnitud y el romance", que "dio al episodio un ambiente real y un tono muy diferente a la serie". La semana que duró el rodaje en la ciudad se llevó a cabo por una "unidad pequeña para los estándares americanos", según el productor Marcus Wilson. No utilizaron ninguna maqueta de los Ángeles o la TARDIS, que en su lugar se añadieron en posproducción. El rodaje del episodio también tuvo lugar en el cementerio de Llanelli. Durante la posproducción, el horizonte de Nueva York se insertó en la escena del cementerio. Gillan insistió en leer el epílogo de Amy a Smith cuando se filmó su reacción. Ambos no esperaban que fuera en frente de una multitud en Central Park, y Smith dijo que habría que "tratarlo como una representación teatral en directo". Debido a que el contenido era muy secreto, Gillan tuvo que leer en voz muy baja y Smith no pudo sostener la página real, porque un espectador podría tomar una foto de ella. Gillan descubrió que sólo tenía una página del guion y tuvo que improvisar el resto.
El logo de Doctor Who en la secuencia del título aparece con una textura que simula la Estatua de la Libertad, al hilo con la variedad de decoraciones del logo para cada uno de los cinco primeros episodios de la temporada. El comienzo del episodio cuenta con la canción "Englishman in New York" de Sting.

## Emisión y recepción
Las mediciones nocturnas de audiencia mostraron que 5,9 millones de espectadores vieron el episodio en directo, 400.000 más que la semana anterior. Las mediciones definitivas fueron de 7,82 millones, siendo el 13er programa más visto de la televisión británica. La puntuación de apreciación fue de 88.
El episodio recibió mayoritariamente críticas positivas. Dan Martin de The Guardian hizo una crítica positiva, escribiendo "Fue un final adecuado para una era de oro, y bravo a Steven Moffat por contar una historia tan emotiva y envolvente con ese estilo". También alabó la idea de los querubines y de los ángeles en Nueva York. Sin embargo, señaló que estaba "desconcertado" sobre en qué punto de la línea temporal de River tenía lugar el episodio. Gavin Fuller del Daily Telegraph le dio 5 estrellas sobre 5, concluyendo "Los ángeles toman Manhattan" ha cerrado esta minitemporada de la serie con fácilmente el mejor episodio de los cinco: un encuentro potente, tenso, irresistible, fílmico y emocionantemente golpeante con los restablecidos ángeles como uno de los monstruos que destacan en la serie, y le dio a Amy Pond una estupenda salida". Aunque alabó a los cuatro actores, pensó que Gillan era la estrella, y notó que Rory "no recibió ningún tipo de despedida". Keith Phipps de The A.V. Club le dio a Los ángeles toman Manhattan un SObresaliente, atribuyendo su éxito a "la forma en que hace su doble trabajo de aventura de giros y altamente emocional historia de despedidas".
Sam Wollaston, también de The Guardian, escribió positivamente acerca del factor miedo en el episodio, así como la tristeza. Neela Debnath de The Independent lo describió como "un maravilloso canto de cisne para el dúi" y particularmente alabó la cinematografía "estilosa" y el sentido de peligro. Sin embargo, consideró que el "único fallo" era "la regla de que no se puede reescribir el tiempo si uno sabe qué va a ocurrir... aunque probablemente es mejor no cuestionar el lado de las cosas del tiempo bamboleante y simplemente aceptarlo y disfrutar de la aventura". Matt Risley de IGN le dio al episodio un 9 sobre 10, escribiendo que "destacó como final emocional y lleno de corazón para los acompañantes más longevos en la TARDIS (al menos desde el regreso de la serie), y el mejor episodio de la temporada hasta la fecha". Risley también alabó a los tres protagonistas, aunque admitió que el episodio "dejó un par de cuestiones sin resolver".
Morgan Jeffery de Digital Spy le dio a Los ángeles toman Manhattan 5 estrellas sobre 5, a pesar de notar "agujeros en la trama... y algunas estratagemas demasiado convenientes" y que Rory no tuvo una salida heroica. Jeffery particularmente alabó la construcción de la marcha de Amy y Rory, así como "el soberbio diseño de producción". Dave Golder de SFX le dio al episodio 4 estrellas sobre 5, pensando que la "adridulce salida" de los Pond distrajo al espectador de varios problemas narrativos, como el de la Estatua de la Libertad. Pensó que Gillan y Darvill "estuvieron en plena forma", así como la "brillante interpretación" de Smith y una "River menos sobreactuada", y también escribió positivamente acerca de la temática de cine negro y los ángeles usando Winter Quay como granja de provisiones. Maureen Ryan del Huffington Post fue más crítica con el episodio, preocupándose de que la promoción internacional del programa por parte de la BBC fuera en detrimento del guion. Pensó que Amy se merecía una salida mejor, y "fue desplazada por la distrayente presencia de River Song y el hecho de que Rory era el que tomaba las decisiones esenciales primero". Tampoco le gustaron personales los recursos de "tiempo bamboleante", y comentó que "el tono grande y operístico que claramente buscaba el director chocaba con el ambiente de cine negro" y que los ángeles "le parecieron menos amenazadores" y el "ritmo un poco demasiado frenético".
El episodio fue nominado al premio Hugo 2013 a la mejor presentación dramática en forma corta, junto con El manicomio de los Daleks y Los hombres de nieve.